# Centre médical Bnai Zion
Le centre médical Bnai Zion (en hébreu: מרכז רפואי בני ציון) établi en 1922 comme le premier hôpital juif à Haïfa, offre des soins médicaux, de l'éducation, de la recherche et des services à la population diverse et croissante du nord d'Israël. Dans un récent sondage paru dans un journal national, le centre médical Bnai Zion a été élu le premier hôpital de la région nord d'Israël.

## Information

### Données générales
Le centre médical Bnai Zion est un hôpital municipal qui fournit des soins médicaux. Une attention particulière est accordée aux services de réadaptation qui incluent: la thérapie orthopédique, neurologique, cardiologique, physique et ergothérapie. C'est le seul hôpital dans le nord d'Israël avec un programme complet de réhabilitation.

### Urgences
L'hôpital est en état d'alerte permanent et il est prêt à recevoir à tout moment les victimes d'attentats terroristes. En période d'urgence nationale, tout le centre médical passe en mode de crise et, au moment de l'attaque, il reçoit des victimes grièvement blessées, qui ont un besoin critique de soins de traumatologie.

### Diversité
Le personnel et les patients du centre médical de Bnai Zion reflètent la diversité de la population du nord d'Israël. Les Arabes chrétiens et musulmans, les médecins et le personnel druzes et juifs travaillent tous les jours au sein d'une équipe unifiée qui fournit les meilleurs soins médicaux à tous les patients admis à l'hôpital, indépendamment de leurs croyances ou de leur appartenance ethnique.

### Coopération avec l'armée
En raison du niveau du centre médical et de l'excellence de son service et de son personnel, l'État d'Israël l'a désigné comme un hôpital militaire officiel qui répond aux besoins médicaux des soldats de la région. Pendant et après la deuxième guerre du Liban (2006), l'hôpital a traité des civils et fourni des services de réadaptation aux soldats blessés qui étaient de service. Le centre est dans la gamme des attaques à la roquette du Liban. La salle d'urgence de l'hôpital est vulnérable, Bnai Zion amasse des fonds pour construire une nouvelle unité souterraine protégée, qui sera renforcée contre les attaques nucléaires, biologiques et chimiques.

### Participation académique
Le centre médical Bnai Zion est affilié à l'école de médecine Ruth & Bruce Rappaport du Technion (Institut israélien de technologie) et sert d'hôpital d'enseignement pour ses étudiants. Bon nombre des chefs de département et des médecins du centre sont membres de la faculté et sont associés à leurs diverses initiatives de recherche médicale. L'hôpital exploite également l'une des plus anciennes écoles d'infirmières en Israël, qui offre un diplôme universitaire.

### Autres informations
C'est un hôpital général avec 450 lits. Le centre a une moyenne de 142 000 visites par année et la salle d'urgence reçoit 65.000 visites. Au centre, 14 000 interventions chirurgicales sont effectuées par année. Il y a 3 500 naissances par année. Le centre emploie 1 800 personnes.